# Liste de systèmes d'arcade
La liste des jeux vidéo saint Préhistorique systèmes d'arcade répertorie et fichier classe par constructeurs et par déconstructeurs les systèmes jeux video d'arcade qui permettent de faire fonctionner des jeux video d'arcade.
- Haut – A
- B
- C
- D
- E
- F
- G
- H
- I
- J
- K
- L
- M
- N
- O
- P
- Q
- R
- S
- T
- U
- V
- W
- X
- Y
- Z

## B
BrezzaGameSoft PS1_SNES_PC
- Crystal Arme 1 & Trystan Arme 1

## C
Capcom
- Z80 Based
- Commando (système d'arcade)
- Section Z (système d'arcade)
- 68000 Based (Capcom)
- Mitchell (système d'arcade)
- CP System
- CP System II
- CP System III
- Wii Based

Cave
- Cave 1st Generation
- Cave 3rd Generation

CD Express
- Cubo CD32

## D
Data East
- DECO Cassette System
- Simple 156
- MLC System

## E
Examu
- eX-BOARD

## F
Fuuki
- FG-2
- FG-3

## G
Gaelco
- Gaelco GAE1
- Gaelco GAE2
- Gaelco 2D
- Gaelco PowerVR Based
- Gaelco PC Based

## I
IGS
- PGM
- PGM2

Irem
| - M10 - M15 - M27 - M52 - M57 - M58 - M62 |  | - M63 - M72 - M75 - M77 - M81 - M82 |  | - M84 - M85 - M90 - M92 - M97 - M99 - M107 |

## J
Jaleco
- Mega System 1
- Mega System 32

## K
Kaneko
- 68000 Based
- Super Kaneko Nova System

Konami
| - GX 400 - GX System - GQ System - Baby Phoenix / GV System - GTI Club System - M2 System - Cobra System - BEMANI DJ-Main |  | - Hornet System - System 573 - Bemani 573 Analog - Bemani 573 Digital - Bemani Firebeat - Bemani PC type 1 - Bemani Twinkle - Viper - Pyson |

## L
Limenko
- Power System 2

## M
Midway Games
| - Astrocade - MCR - MCR II - MCR III - MCR-68K - Y-Unit |  | - T-Unit - X-Unit - Wolf Unit - V-Unit - Seattle - Zeus |  | - Zeus II - Vegas |

## N
Namco
| - 8080 Based - Galaxian - Pacman - Galaga - Pole Position - Super Pac-Man - System 16 Universal - Gaplus - Vs. System - Pac-Land - System 86 - Thunder Ceptor - System 1 |  | - System 2 Derivate - System 2 - System 21 - NA-1 - NA-2 - NB-1 - System 22 - Super System 22 - NB-2 - System 11 - System FL - ND-1 - System 12 |  | - System 10 - Gorgon - System 23 - Super System 23 - System 246 - Triforce - N2 Satellite Terminal - System 256 - Super System 256 - N2 - System 357 - System ES1 |

Nintendo
- Vs. System
- PlayChoice-10
- Nintendo Super System
- Super Famicom Box
- Triforce

## P
Photon
- Photon (système d'arcade)
- Photon-IK02[1]

Psikyo
- Psikyo 1st Generation
- Psikyo SH2

## S
Sammy
- SSV
- Atomiswave

Sega
| - Sega G80 - Sega System 1 - Sega System 2 - Sega System E - Sega System 16 - Sega System 18 - Sega System 24 - Sega X Board - Sega Y Board - Sega Mega-Tech - Sega Mega Play |  | - Sega System C2 - System 32 - Model 1 - Model 2 - ST-V - Model 3 - Naomi - Hikaru - Naomi 2 - Naomi 2 GD-Rom - Naomi 2 Satellite Terminal |  | - Triforce - Chihiro - Chihiro Satellite Terminal - Aurora - Lindbergh - Europa-R - RingEdge - RingWide - RingEdge 2 |

Seibu Kaihatsu
- Raiden II
- Seibu SPI
- SPI System

Seta
- Seta 1st Generation
- System SSV
- Seta 2nd Generation
- Aleck 64

SI Electronics
- System Board Y2

SNK
| - Rock-Ola - Marvin's Maze - Main Event - HAL 21 - Triple Z80 Based - Ikari Warriors - Psycho Soldier |  | - Alpha 68000 Based - 68000 Based - Beast Busters - Neo-Geo MVS - Hyper Neo-Geo 64 |

Sony
- ZN-1
- ZN-2

## T
Taito
| - Taito F3 Package System - FX-1A System - JC System - FX-1B System - Wolf System - PPC JC System - Taito G-Net - Type Zero |  | - Taito Scorpion - Taito Type X - Taito Type X+ - Taito Type X² - Taito Type X² Satellite Terminal - Taito Type XZero - Taito Type X³ - Taito Type X4 |

Tecmo
- TPS

Terminal
- TIA-MC-1